# 林今达
林今达（1941年5月28日—2020年8月25日），祖籍广东普宁，出生在马来西亚吉打居林，马来西亚华人作家，擅长写诗、散文、杂文、科普小品，微型小说及政论，出版著作11部，笔名彼岸、野夫、人间、醉言、林蝉等。
1962年毕业于吉打日间师训学院，原先在双弄港口的小学担任教师，因左倾思想而被教育部停职调查，随后担任《通报》驻新山记者；退休后成为自由撰稿人，为《星洲日报》和《光明日报》专栏作者。2020年8月25日在住家自然死亡，享年79岁。